# Річка Видріно
Річка Видріно (рос. Речка Выдрино) — селище Кабанського району, Бурятії Росії. Входить до складу Сільського поселення Видрінське.
Населення — 8 осіб (2015 рік).